# Nelson Merentes
Nelson José Merentes Díaz (né le 6 mai 1954 à Naiguatá (État de La Guaira) est un mathématicien, chercheur et homme politique vénézuélien. 

## Activités académiques
En 1978, Merentes termine son baccalauréat en mathématiques à l'université centrale du Venezuela et poursuit ses études post-universitaires en suivant des cours sur l'économie et la finance, ainsi que sur les techniques multifonctionnelles pour l'étude des problèmes économiques. Il obtient son doctorat en mathématiques avec mention, à l’université Loránd Eötvös de Budapest (Hongrie) en 1991. 
Merentes a développé l'essentiel de ses recherches et de son enseignement à l'Université centrale du Venezuela, où il a participé en tant que professeur, représentant et membre de divers conseils et comités. 

## Activités administratives
Merentes a également beaucoup travaillé dans l'administration publique. De 2000 à 2001, il a présidé le Comité législatif national du sous-comité «Économie et finances». Il a également travaillé pour le ministère des Finances en tant que sous-ministre de la Régulation et du Contrôle (2000-2001). En 2001, il a été nommé ministre des Finances du Venezuela par le président Hugo Chávez. Il a occupé ce poste jusqu'à l'année suivante, lorsqu'il a été nommé ministre des Sciences et de la Technologie. Il a ensuite été appelé par le président Chavez à la présidence de la Banque de développement social (BANDES), poste qu’il a quitté pour rejoindre le ministère des Finances au début de 2004. Au cours de son deuxième mandat, il a œuvré à la création du FONDEN, le Fonds de développement national du Venezuela. À partir d'avril 2009, il est devenu président de la Banque centrale du Venezuela jusqu'en 2013. 
En avril 2013, Nicolás Maduro l'a nommé ministre des Finances du Venezuela. En janvier 2014, il a été désigné à nouveau président de la Banque centrale du Venezuela.

## Sanctions
En 2017, le Canada a sanctionné Merentes et d'autres responsables vénézuéliens en vertu de la Loi sur la justice pour les victimes de corruption (Justice for Victims of Corrupt Foreign Officials Act), en déclarant : « Ces personnes sont responsables de, ou complices de violations flagrantes de droits de l'homme internationalement reconnus, ont commis des actes de corruption importants, ou tous les deux. »,. 

## Publications
En tant que chercheur, Merentes a publié plus de 200 articles scientifiques, dont certains dans des revues spécialisées en mathématiques. Son domaine d'étude était principalement axé sur l'étude des équations différentielles et de la continuité de Lipschitz. Parmi ses contributions notables figurent: 
- On the Composition Operator in BV φ[a; b] (1991)
- On the Composition Operator in AC[a, b] (1991),
- On Functions of Bounded (p,k)-Variation (1992) (avec S. Rivas et JL Sánchez)
- Characterization of Globally Lipschitzian Composition Operators in the Banach Space BV2p [a, b] (1992) (avec J. Matkowski)
- Explicit Petree's function of interpolation of the spaces H p s (1993)
- On the Composition Operator between RVp [a, b] and BV [a, b] (1995) (avec S. Rivas)
- Uniformly Continuous Set-valued Composition Operators in the Spaces of Functions of Bounded Variation in the Sense of Wiener (2010) (avec A. Azócar, JA Guerrero et J. Matkowski)
- Locally Lipschitz Composition Operators in Spaces of Functions of Bounded Variation (2010) (avec J. Appell et JL Sanchez)
- Measures of Noncompactness in the Study of Asymptotically Stable and Ultimately Nondecreasing Solutions of Integral Equations (2010) (avec J. Appell et J. Banaś)
- Exact Controllability of Semilinear Stochastic Evolution Equation (2011) (avec D. Barráez, H. Leiva et M. Narváez)
- Integral Representation of Functions of Bounded Second ϕ-Variation in the Sense of Schramm (2011) (avec J. Giménez et S. Rivas)
- Approximate Controllability of Semilinear Reaction Diffusion Equations (2012) (avec H. Leiva et JL Sánchez)
- Uniformly Bounded Set-valued Composition Operators in the Spaces of Functions of Bounded Variation in the Sense of Schramm (2012) (avec T. Ereú, JL Sánchez et M. Wróbel)